# 인슐린 유전자의 A-박스 3
인슐린 유전자의 A-박스 3(영어: A-box 3 of insulin gene) 또는 A3은 인슐린 유전자의 조절 서열이다.